# Compagnie du Chemin de fer de Liège à Maestricht et ses extensions
La Compagnie du Chemin de fer de Liège à Maestricht et ses extensions était une compagnie ferroviaire belge.

## Histoire
L'arrêté royal du 18 octobre 1858 accorde la concession d'un chemin de fer reliant Liège à Maastricht par la rive droite de la Meuse. Une convention belgo-hollandaise ainsi que les lois du 21 mai 1845 et 28 mai 1856 avaient autorisé le principe d'une telle concession ferroviaire et de son prolongement aux Pays-Bas, formellement validé le 4 octobre 1858.
La société anonyme chargée de construire et exploiter ce chemin de fer est constituée le 31 mars 1860. Son siège social se trouve à Bruxelles et elle sera également domiciliée aux Pays-Bas. Les fonds consistent en 10 000 actions de 500 francs (destinés à la construction de la voie et l'apport social) ainsi que 12 000 obligations d'une valeur nominale de 500 francs, émises au taux de 285 francs, pour la construction de la ligne et l'achat de matériel.
La construction de la ligne est réalisée à forfait avec une participation des banquiers Rothschild Frères, Georges Brugmann, M. Du Pré et la Banque liégeoise pour un total de 7 300 000 fr.
Le 24 novembre 1861, la Compagnie du Chemin de fer de Liège à Maestricht met en service la section de 17,8 km entre la gare de Liège-Longdoz et Maastricht, dont la construction a été achevée 14 jours auparavant.
Le rachat de la concession par la Compagnie des chemins de fer du Nord, important chemin de fer français dont Rothschild étaient l'actionnaire principal, a été envisagé — la Compagnie du Nord avait repris à bail les concessions des chemins de fer Namur - Liège et Charleroi - Erquelinnes en 1855, donnait naissance au réseau Nord - Belge — mais fut jugé insuffisamment rentable.[réf. nécessaire]
En 1884, le chemin de fer Liège-Maestricht inaugure un service de "trains-tramways" à arrêts fréquents, créant dans ce but plusieurs points d'arrêts en plus des haltes et gares déjà existantes et mettant en service de petites locomotives et voitures à deux essieux.
L’État reprendra à son compte l'exploitation de la compagnie et de son réseau en 1899, : Chemins de fer de l'État belge et Compagnie pour l'exploitation des chemins de fer de l'État néerlandais.

## Gares

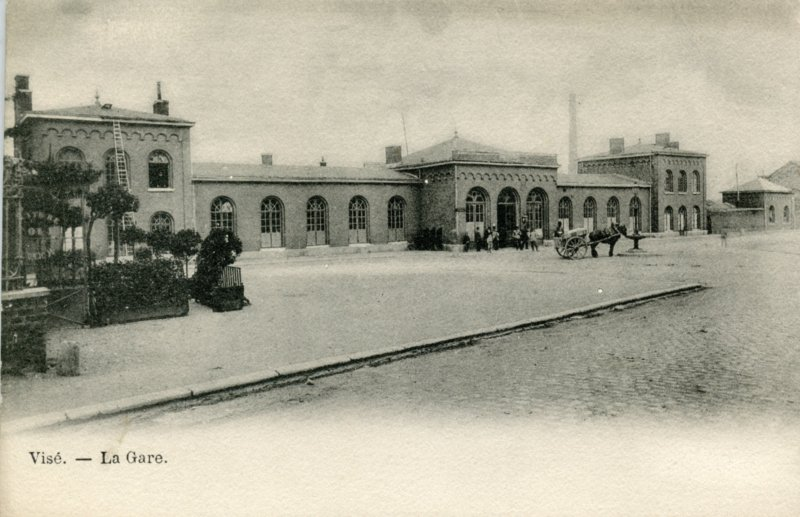
Ancien bâtiment de la gare de Visé.

Les importantes gares de Liège-Longdoz et Maastricht avaient déjà été bâties par d'autres compagnies dans les années 1850. La seconde sera reconstruite à plusieurs reprises (1867 puis 1913).
La gare de Visé est la station la plus importante construite et exploitée par le Liège-Maastricht. On y trouve une remise à locomotives et des installations pour le contrôle douanier des voyageurs et marchandises. Le bâtiment des recettes montre une certaine parenté avec un type standard des Chemins de fer du Nord pour les villes importantes : deux pavillons symétriques et un hall d'entrée de trois travées reliés par des ailes basses de quatre travées. Il est incendié en 1914 par les Allemands.
À Eijsden aux Pays-Bas, un édifice similaire aux dimensions sensiblement différentes : le haut hall central d'une travée est encadré par des ailes de trois travées et des pavillons de quatre. Remodelé en 1901, il est presque entièrement rasé en 1965, devenant une modeste bâtisse.

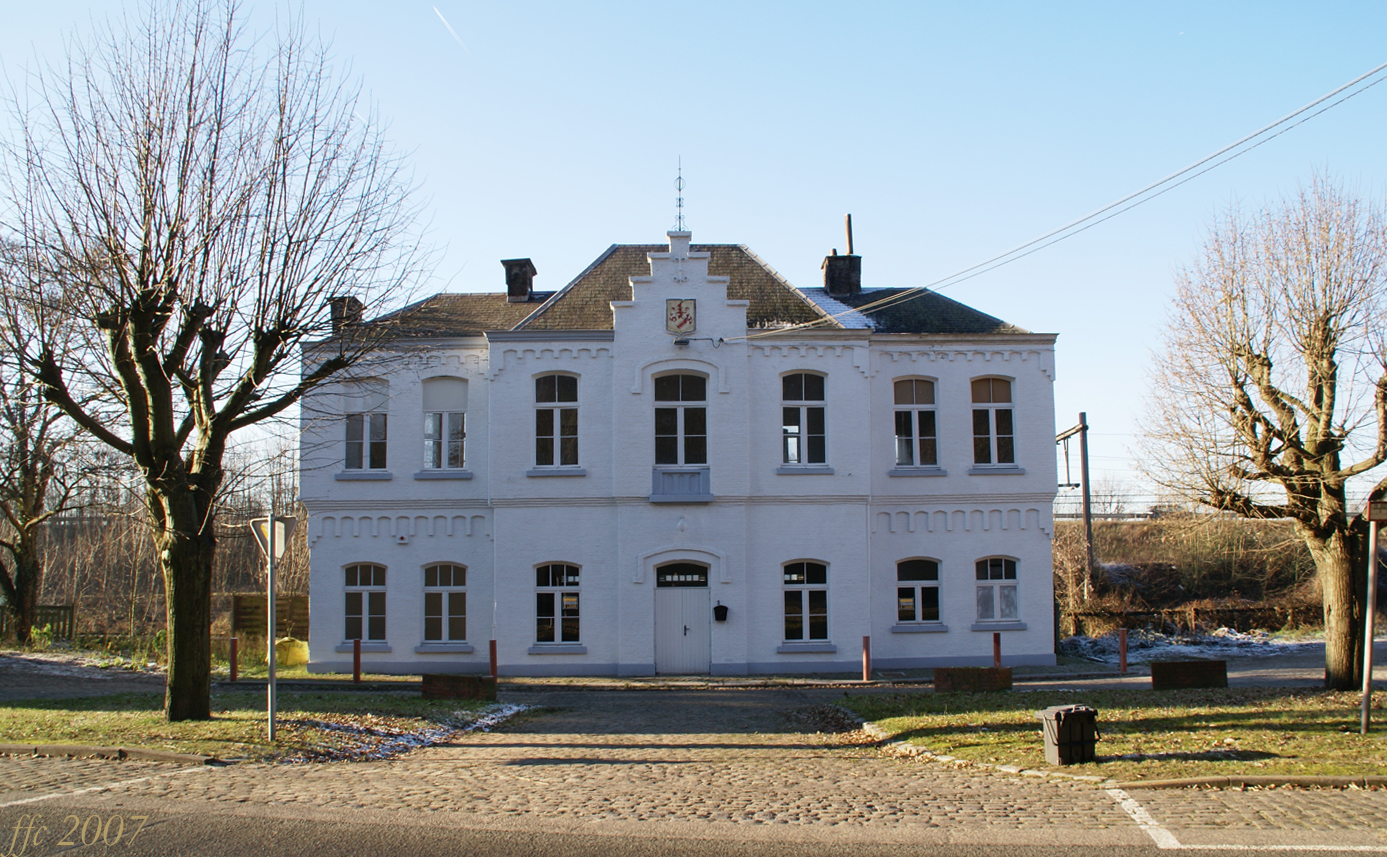
Ancienne gare d'Argenteau.

Les bâtiments de Jupille, Wandre et Argenteau recourent au même plan-type mais diffèrent par leur style : Wandre possède des façades néoclassiques tandis que les deux autres adoptent un aspect néo-renaissance mosane avec pignons à gradins, épi de toiture, vitraux et bandes lombardes (comme sur la gare de Visé). Ces trois gares sont désormais fermées ; seul le bâtiment d'Argenteau a été conservé. Également disparu, celui de Cheratte était une construction peu profonde mais allongée, de style bucolique avec un toit de chalet, de faux colombages et un soubassement en pierres décorées de volutes.

## Matériel roulant
Durant son existence, la compagnie a possédé 11 locomotives.
En 1861, la Compagnie reçoit ses premières locomotives. Numérotées 1 à 7, elles sont des copies assemblées par Cockerill des 030 série 340 (en) 030 série 340 "Mammouth" des chemins de fer du Nord (la Compagnie du Nord - Belge a fait réaliser 19 locomotives semblables à la même période).
En 1890, la no 1 est transformée par la Société de Saint-Léonard avec une nouvelle chaudière à foyer Belpaire rentrant timbrée à 10 atm au lieu de 8 et un allongement du châssis.
La locomotive no 8 est une copie du type 28 de l’État belge construite par Saint-Léonard en 1892 et dotée d'un tender État belge surhaussée, afin d'être interchangeable avec ceux des Mammouth, au plancher plus haut.
Afin d'assurer le service des "trains-tramways", la compagnie commande trois très petites 030T à cylindres extérieurs livrées par Saint-Léonard en 1883, numérotées 13 à 15. Dotées d'un abri à colonnettes et de soutes à eau rectangulaires, ces locomotives à la vitesse maximale de 45 km/h sont revendues pour servir de locomotives industrielles. L'ex n°13 finit sa vie aux carrières de Soignies en 1922 et la n°15, équipée d'une nouvelle chaudière en 1904, manœuvre les wagons de la sucrerie de Wanze jusqu'en 1936.
La date de disparition de toutes locomotives "Mammouth" et de la n°1 transformée est méconnue. Les n°4 et 6 ont été radiées en 1905.
L’État belge renumérote la type 28 en 718. Cette locomotive fait partie de celles perdues lors de la Première Guerre mondiale.